# Dustin Ingram

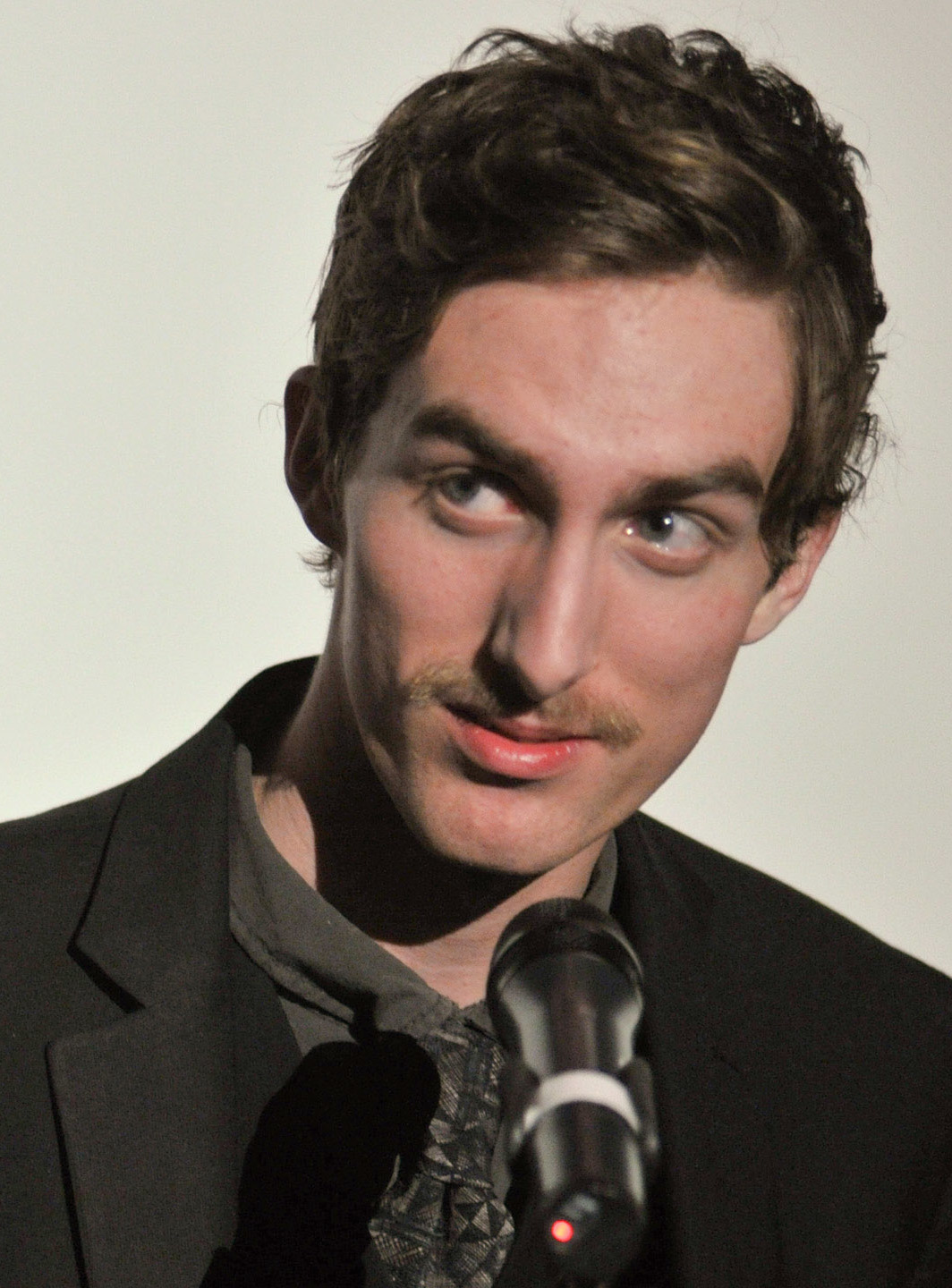
Dustin Ingram (2011)

Dustin Kyle Ingram (* 25. Januar 1990 in Riverside County, Kalifornien) ist ein US-amerikanischer Schauspieler.

## Leben und Karriere
Dustin Ingram wurde in einer Schauspielfamilie in Südkalifornien geboren. Seine erste Schauspielrolle übernahm er im Alter von sechs Jahren in einer Produktion des Musicals Joseph and the Amazing Technicolor Dreamcoat. Auch während seiner Jugendzeit stand er auf der Theaterbühne. Bis zu seinem 15. Lebensjahr war er zudem in einer Reihe von Werbespots zu sehen.
Im Teenageralter wandte er sich vermehrt Film- und Serienrollen zu. Nach einem Auftritt im Kurzfilm Carter’s Wish aus dem Jahr 2003, wurde er 2004 als Duane Ogilvie in seiner ersten Serienrolle in Unfabulous besetzt. Die Figur war ursprünglich nur als kleine Rolle geschrieben, wurde jedoch schnell zu einer größeren Nebenrolle ausgebaut. Insgesamt stand Ingram für die Laufzeit aller drei Staffeln bis 2007 vor der Kamera. Nach dem Ende der Serie umfassen seine Gastrollen in den  Fernsehproduktionen Hotel Zack & Cody, Alle hassen Chris, Zeke & Luther, Glee, Navy CIS: L.A., The Neighbors, Betas, Longmire, Castle und Bones – Die Knochenjägerin weiter Serienauftritte. 2011 trat Ingram im Horrorfilm Paranormal Activity 3 in der Rolle des Randy Rosen auf.
2014 war Ingram als Ronnie in einer kleinen Rolle in der Serie True Blood zu sehen. 2016 spielte er als Bert eine zentrale Rolle im Horrorfilm Cabin Fever: The New Outbreak, der Fortsetzung des Films Cabin Fever aus dem Jahr 2002. Im selben Jahr stellte Ingram bei einem Auftritt in der Serie Vinyl den Rockstar Alice Cooper dar. Ein Jahr später verkörperte er erneut eine real existierende Person aus der Musikbranche. In Sun Records trat er in zwei Episoden als einer der Väter des Rock ’n’ Roll, Carl Perkins, auf. Weitere Serienauftritte umfassen The Last Tycoon, Murder in the First und Navy CIS. Von 2018 bis 2020 spielte er eine kleine Nebenrolle als Hyman Cooper in den letzten beiden Staffeln der Serie The Magicians. 2019 trat er als Agent Petey in der HBO-Serie Watchmen auf und übernahm zudem als Alex Wood eine Nebenrolle in der Serie Good Trouble.
Abseits des Schauspiels tritt Ingram auch als Musiker der Ein-Mann-Band Gypzïrafe auf.

## Filmografie (Auswahl)
- 2003: Carter’s Wish (Kurzfilm)
- 2004–2007: Unfabulous (Fernsehserie, 32 Episoden)
- 2005: Sky High – Diese Highschool hebt ab! (Sky High)
- 2007: Hotel Zack & Cody (The Suitelife of Zack & Cody, Fernsehserie, Episode 2x32)
- 2007: Alle hassen Chris (Everybody Hates Chris, Fernsehserie, Episode 4x01)
- 2009: There Will Be Brawl (Fernsehserie, 2 Episoden)
- 2009: Brothers (Fernsehserie, Episode 1x08)
- 2010: Meet Monica Velour
- 2010: Zeke & Luther (Fernsehserie, Episode 2x16)
- 2010: Glee (Fernsehserie, Episode 2x01)
- 2011: Paranormal Activity 3
- 2012: Navy CIS: L.A. (NCIS: Los Angeles, Fernsehserie, Episode 3x23)
- 2013: The Neighbors (Fernsehserie, Episode 2x10)
- 2013: Betas (Fernsehserie, 2 Episoden)
- 2014: Longmire (Fernsehserie, Episode 3x04)
- 2014: True Blood (Fernsehserie, 4 Episoden)
- 2014: Bar America
- 2014: S3 – Stark, schnell, schlau (Lab Rats, Fernsehserie, 4 Episoden)
- 2015: Castle (Fernsehserie, Episode 7x22)
- 2015: Bones – Die Knochenjägerin (Bones, Fernsehserie, Episode 11x07)
- 2016: Cabin Fever: The New Outbreak
- 2016: Vinyl (Fernsehserie, Episode 1x03)
- 2016: The Last Tycoon (Fernsehserie, Episode 1x01)
- 2016: Murder in the First (Fernsehserie, Episode 3x10)
- 2016: Salt Water
- 2017: Sun Records (Fernsehserie, 2 Episoden)
- 2017: Magnum Opus
- 2018: Navy CIS (NCIS, Fernsehserie, Episode 15x14)
- 2018–2020: The Magicians (Fernsehserie, 6 Episoden)
- 2019: Watchmen (Miniserie, 3 Episoden)
- 2019–2021: Good Trouble (Fernsehserie, 17 Episoden)
- 2020: Utopia (Fernsehserie, Episode 1x01)
- 2022: Secret Headquarters
- seit 2022: Das Vermächtnis von Montezuma (National Treasure: Edge of History, Fernsehserie)